# Listrognathus flavicornis
Listrognathus flavicornis là một loài tò vò trong họ Ichneumonidae.